# Maria Barrientos
Pour les articles homonymes, voir Barrientos.
Maria Barrientos i Llopis (Barcelone, le 4 mars 1884 - Ciboure, le 8 août 1946) est une chanteuse d'opéra espagnole, une célèbre soprano coloratura.

## Biographie
Barrientos a reçu une éducation musicale approfondie (piano avec Pellicer et violon avec Sánchez) au Conservatoire de Barcelone. La famille craignait qu'elle ne soit touchée par la tuberculose et lui a recommandé de faire de la gymnastique pulmonaire. Donc en 1890, elle s'est mise à l'étude du chant avec Francesc Bonet. Elle fait ses débuts au Teatre Novedades (ca) à Barcelone, dans le rôle d'Ines de L'Africaine, le 10 mars 1898, âgée seulement de 15 ans, rôle suivi rapidement par celui de Marguerite de Valois dans Les Huguenots le 24 juillet 1898. Le 1er janvier 1899, elle débute au Grand théâtre du Liceu, avec des extraits de Lucia di Lammermoor de Donizetti. Quelques jours après, elle interprète Elvira de I puritani de Bellini dans ce même théâtre
Elle a été immédiatement invitée par toutes les grandes maisons d'opéra d'Europe, chantant en Italie, Allemagne, Angleterre, France, avec grand succès. C'est cependant en Amérique du Sud, en particulier au Théâtre Colón de Buenos Aires, qu'elle a eu ses plus grands triomphes. Sa carrière a été temporairement interrompue en 1907 par son mariage et la naissance d'un fils, union qui n'a pas été heureuse et elle est revenue à la scène en 1909.
Barrientos a fait ses débuts au Metropolitan Opera le 31 janvier 1916, dans le rôle-titre de Lucia di Lammermoor avec Giovanni Martinelli dans Edgardo, Pasquale Amato comme Enrico, et Gaetano Bavagnoli (en) à la direction. Elle est restée attachée à cette maison jusqu'en 1920 où ses autres rôles comprennent Adina dans L'Elisir d'amore, Amina dans La Sonnambula, Elvira dans I Puritani, Gilda dans Rigoletto, Rosina dans Il Barbiere di Siviglia, et les rôles-titres dans Lakmé et Mireille. Elle a notamment incarné la Reine de Chemakha dans Le Coq d'or de Nikolai Rimski-Korsakov lors de la création aux États-Unis de l'opéra le 6 mars 1918. Sa carrière au Met a pris fin le 1er mai 1920 avec une interprétation de L'Elisir d'amore avec comme partenaire Enrico Caruso.
Barrientos a continué à apparaître sur scène dans des rôles de coloratura jusqu'en 1924. Elle s'est ensuite elle-même limitée à des récitals, et est devenue une interprète admirée des mélodies françaises et espagnoles.
Barrientos était une chanteuse avec une voix d'une limpidité presque instrumentale. Elle a fait un précieux ensemble d'enregistrements pour Fonotipia Records et Columbia Records.
Elle s'est retirée dans le sud-ouest de la France, où elle est devenue une joueuse de bridge enthousiaste. Elle est morte à Ciboure le 8 août 1946.

## Grand théâtre du Liceu
Ses interprétations au Grand théâtre du Liceu couvrent une période qui va de 1899 jusqu'à la saison 1917-18. Elle y a interprété :
- saison 1902-03 :Rigoletto, Lucia di Lammermoor et La traviata ;
- saison 1905-06 :Rigoletto, I puritani et Il barbiere di Siviglia ;
- saison 1908-09 :Il barbiere di Siviglia, Lucia di Lammermoor et La sonnambula ;
- saison 1913-14 :Il barbiere di Siviglia et La sonnambula ;
- saison 1914-15 : Chante pour la première fois Dinorah et reprend La sonnambula ;
- saison 1915-16 : Chante pour la première fois Lakmé et reprend I puritani ;
- saison 1916-17 : Lakmé ;
- saison 1917-18 : est sa dernière saison au Liceu et chante La sonnambula.

## Enregistrements
- Manuel de Falla, Siete canciones populares españolas - María Barrientos, soprano ; avec Manuel de Falla, piano (1928, 78t Columbia / 4CD HOM 13080)[2].
- Maria Barrientos : enregistrements Fonotipia, 1905-1906 et enregistrements électrique Columbia, 1928 (Pavilion Records/Pearl 9852) (OCLC 31230421)
- Maria Barrientos in opera (1916-1920, Nimbus Records) (OCLC 54855599)